# 평창대관령음악제
평창대관령음악제(Music in PyeongChang)는 실내악을 기반으로 한 아시아 최대의 클래식 페스티벌 중 하나로, 2018년 동계 올림픽의 개최지였던 평창을 중심으로 해마다 열리고 있다.
2016년부터는 2022년까지 대관령겨울음악제도 함께 진행하였다. 2004년 ‘자연의 영감’이라는 주제로 처음 시작된 대관령국제음악제(GMMFS Great Mountains Music Festival & School)는 2016년 평창대관령음악제로 공식 명칭이 바뀌었다.
줄리어드 음대 교수 출신으로 평창대관령음악제 설립의 주축 강효 예술감독을 시작으로 축제의 지평을 넓혔던 첼리스트 정명화·바이올리니스트 정경화 예술감독에 이은 3대 예술감독은 피아니스트 손열음이었으며 2023년 3월 4대 예술감독으로 첼리스트 양성원이 부임하였다.

## 프로그램
- 콘서트: 세계적인 아티스트들이 따로 또 같이 만드는 평창대관령음악제의 시그니처 공연, 알펜시아 콘서트홀과 대관령 야외공연장(뮤직텐트)에서 개최.
- 찾아가는 음악회: 축제 기간 동안 강원특별자치도 곳곳을 찾아가는 지역 관객들과 만나는 무대.
- 찾아가는 가족음악회: 온 가족이 함께 자유롭고 즐겁게 관람할 수 있고, 편하게 다가갈 수 있는 콘서트.
- 대관령아카데미(시즌): 명연주자들의 가르침을 통해 성장의 기회를 제공하는 교육프로그램으로, '실내악 멘토십 프로그램', '마스터클래스', '평창페스티벌오케스트라 참여' 등을 평창대관령음악제 개최기간 동안 운영.
- 부대행사: 평창대관령음악제가 열리는 동안 클래식 공연과 함께 다양한 부대행사를 즐길 수 있으며, '특강', '아티스트와의 커피' 등 운영하며 관객들에게 또 하나의 즐거움을 선사.

## 장소
공연의 주 개최지는 2010년 완공되어 약 600명 수용 가능한 평창 알펜시아 콘서트홀과 약 1,000석으로 이루어진 대관령 야외공연장(뮤직텐트)에서 이루어진다. 마스터클래스 등 대관령아카데미는 알펜시아 리조트 컨벤션센터에서 진행된다.

## 예술감독
- 2004–2010: 강효
- 2011–2017: 정명화 & 정경화
- 2018-2022: 손열음
- 2023-현재: 양성원

## 메인 테마
평창대관령음악제는 매해 새로운 주제를 가지고 관객들을 맞이한다.
| 년도 | 메인 테마(영문)                               |
| ---- | --------------------------------------------- |
| 2024 | 루트비히(Ludwig!)                             |
| 2023 | 자연 (Nature)                                 |
| 2022 | 마스크 (MASK)                                 |
| 2021 | 산 (Alive)                                    |
| 2020 | 그래야만 한다! (Es Muss sein)                 |
| 2019 | 다른 이야기 (A Different Story)               |
| 2018 | 멈추어, 묻다 (Curiosity)                      |
| 2017 | 볼가강의 노래 (Great Russian Masters)         |
| 2016 | BBB자로... (Bach, Beethoven, Brahms & Beyond) |
| 2015 | 프랑스 스타일 (French Chic)                   |
| 2014 | 오 솔레미오 (O Sole mio)                      |
| 2013 | 오로라의 노래 (Northern Lights)               |
| 2012 | 춤에서 춤으로 (Dancing through the centuries) |
| 2011 | 빛이 되어 (Illumination)                      |
| 2010 | 창조 그리고 재창조 (CREATE & RECREATE)        |
| 2009 | 이름에 무슨 의미가? (What’s in a Name?)       |
| 2008 | 음악-이미지-텍스트 (Music-Image-Text)         |
| 2007 | 비전을 가진 사람들 (Visionary)                |
| 2006 | 평창의 사계 (Four Seasons of PyeongChang)     |
| 2005 | 전쟁과 평화 (War & Peace)                     |
| 2004 | 자연의 영감 (Nature's Inspiration)            |

## 세계 초연곡
평창대관령음악제는 세계적인 국내외 작곡가들의 초연곡을 포함해오고 있다.
- 2005 란즈바란: 깨어남
- 2006 강석희: 3평창의 세계
- 2008 제이 그린버그: 네 가지 풍경
- 2012 박영희: 항상V
- 2012 박영희: 초희와 상상의 춤
- 2013 리차드 다니엘푸어: 방랑하는 다르비슈의 노래
- 2013 이영조: 첼로와 대금과 타악기를 위한 모리
- 2013 쟝폴 프넹: 1930년 파리의 추억
- 2014 박정규: 바이올린과 피아노를 위한 “여명”
- 2015 이신우: 2대의 바이올린과 비올라를 위한 “풍경”
- 2015 티에리 에스카이쉬: 6중주
- 2016 크리스토퍼 베르크: 페르난두 페소아
- 2024 김신: 세 개의 즉흥곡

## 같이 보기
- 대한민국의 음악제 목록